# Alhagi
Alhagi é um género botânico pertencente à família Fabaceae.